# 트라노스시

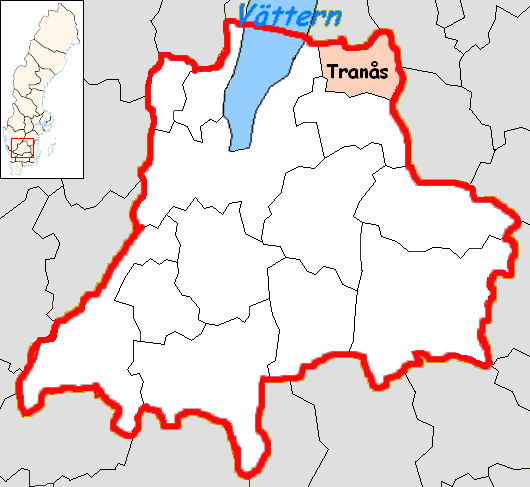
트라노스 시의 위치

트라노스시(스웨덴어: Tranås kommun)는 스웨덴 옌셰핑주에 위치한 지방 자치체로 행정 중심지는 트라노스이며 면적은 437.74km2, 인구는 18,794명(2016년 12월 31일 기준), 인구 밀도는 43명/km2이다.

시 문장